# ヴィルヘルム・ヴィルティンガー
ヴィルヘルム・ヴィルティンガー（1865年7月19日 - 1945年1月16日
）は、オーストリアの数学者。複素解析、幾何学、代数学、数論、リー群、結び目理論分野で活躍した。

## 経歴
イップス・アン・デア・ドナウに生まれた。ウィーン大学で学び、1887年に博士号、1890年に大学教授資格を獲得した。ベルリン大学とゲッティンゲン大学で研究していたフェリックス・クラインに師事し、大いに影響を受けた。

### 賞
1907年、ロンドン王立協会より関数論への貢献を賞してシルヴェスター・メダルを授与された。

## 功績

### 研究活動
ヴィルティンガーは数学の様々な分野で活躍し、71の作品を発表した。最初に発表された著名な作品は1896年のテータ関数に関するものであった。1897年の論文では固有値の一般化であるスペクトルを発案した。この概念はダフィット・ヒルベルトによって更に拡張され、現在のスペクトル理論分野の主要な研究対象を形作っている。複素解析や数論などでも活躍した。クルト・ライデマイスターと共同して、1905年に結び目群の計算法を示した。また、クライン百科事典の解析学節の編集者の一人であった。
スタニスワフ・ザレンバはヴィルティンガーと話をする中で、境界値問題に興味を持った。

### 教育活動
以下は、ヴィルティンガーの主な生徒である。
- アルフレート・ベルガー（ドイツ語版）
- ヴィルヘルム・ブラシュケ
- ヒルダ・ガイリンガー
- クルト・ゲーデル
- ヴィルヘルム・グロス（英語版、ドイツ語版）
- エードゥアルト・ヘリー
- ハンス・ホルニヒ（ドイツ語版）
- エルヴィン・シュレーディンガー
- カール・シュトルベッカー（ドイツ語版）
- オルガ・タウスキー＝トッド（英語版、チェコ語版）
- レオポルト・ヴィートリス（英語版、ドイツ語版）
- ローラント・ヴァイツェンベック（英語版、ドイツ語版）

## 主な出版物
- Wirtinger, Wilhelm (1927), “Zur formalen Theorie der Funktionen von mehr komplexen Veränderlichen” (German), Mathematische Annalen 97 (1):  357–375, doi:10.1007/BF01447872, JFM 52.0342.03,  DigiZeitschirften.
- Wirtinger, Wilhelm (1936), “Eine Determinantenidentität und ihre Anwendung auf analytische Gebilde in euklidischer und Hermitescher Maßbestimmung” (German), Monatshefte für Mathematik 44 (1):  343–365, doi:10.1007/BF01699328, JFM 62.0815.01, MR1550581, Zbl 0015.07602.
- Wirtinger, Wilhelm (1936), “Ein Integralsatz über analytische Gebilde im Gebiete von mehreren komplexen Veränderlichen” (German), Monatshefte für Mathematik 45 (1):  418–431, doi:10.1007/BF01708005, JFM 63.0308.03, MR1550660, Zbl 0016.40802.